# カーウソン・グレイシー
カーウソン・グレイシー（Carlson Gracie Sr、1932年8月13日 - 2006年2月1日）は、ブラジルのブラジリアン柔術家（グレイシー柔術）。リオデジャネイロ州リオデジャネイロ出身。ブラジリアン柔術赤帯九段。
ブラジリアン柔術創始者カーロス・グレイシーの長男。
ヒカルド・デラヒーバの師であり、マリオ・スペーヒー、ムリーロ・ブスタマンチ、ヒカルド・リボーリオらブラジリアン・トップチームの主力選手達をはじめ、ノヴァウニオンのアンドレ・ペデネイラスや、ビクトー・ベウフォートなど数多くの強豪柔術家を育てた。また黎明期の総合格闘技界において最も成功したチームの一つである『カーウソン・グレイシー・チーム』を設立し、数多くのチャンピオンを育てた。

## 来歴
1950年代にブラジルでバーリトゥードを行い、23歳の時に叔父のエリオ・グレイシーを破ったヴァウデマー・サンターナと対戦し勝利すると名声を獲得した。
2006年2月1日、イリノイ州シカゴで腎結石の合併症による心不全で死去。73歳没。
2019年8月12日、リオデジャネイロに銅像が建てられた。